# قضیه نورتون

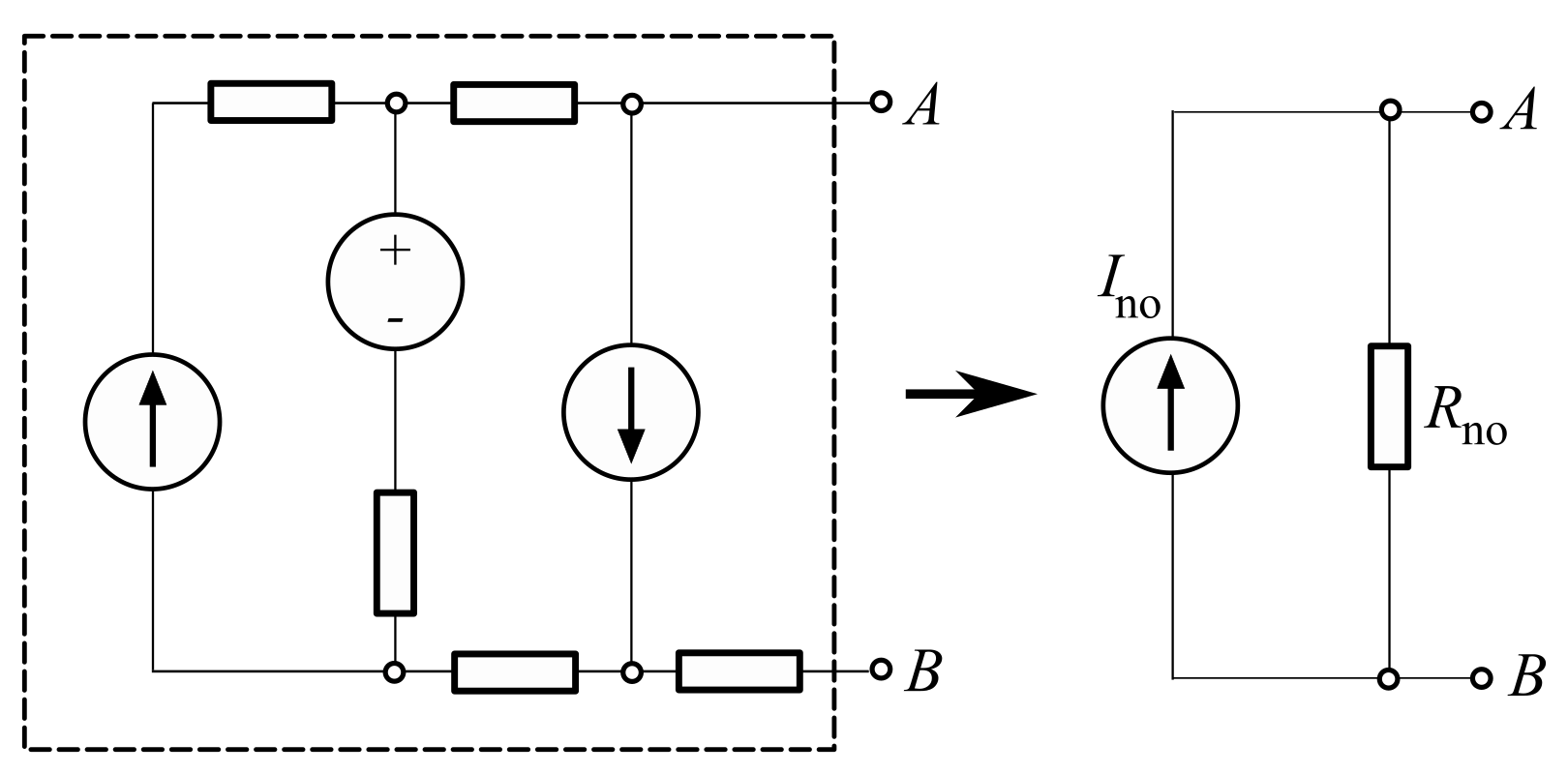
هر جعبه‌سیاهی که فقط حاوی مقاومت‌ها و منابع ولتاژ و جریان باشد را می‌توان با یک مدار معادل متشکل از یک منبع جریان معادل در اتصال موازی با یک مقاومت معادل جایگزین کرد.

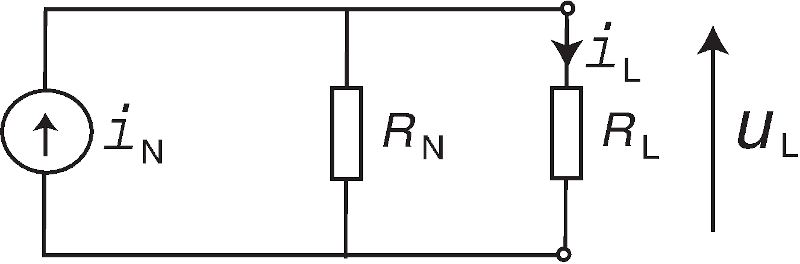
نمایی از طرح و ساختار قضیه نورتون با مقاومت بار

در نظریه مدار جریان مستقیم، قضیه نورتون، (که در اروپا به عنوان قضیه مایر-نورتون شناخته می‌شود)، روش ساده‌سازی مدارهای پیچیده ساخته شده از مقاومتهای خطی ناوردا با زمان، منابع ولتاژ و منابع جریان است که می‌توان از دید یک جفت پایانه شبکه، آن را با یک منبع جریان و یک مقاومت به صورت موازی جایگزین کرد. این قضیه در نظریه مدارهای الکتریکی
بیان می‌دارد که:
- شبکه‌ای را در نظر بگیرید که از دوسَر A و B به بار متصل است.
- بار را از دوسَر A و B جدا می‌کنیم.
- تمام منابع مستقل درون شبکه را خاموش، یا به عبارتی صفر می‌کنیم. به این ترتیب که منابع ولتاژ را به اتصال کوتاه و منابع جریان را به مدار باز تبدیل می‌نماییم. منابع وابسته را بدون تغییر باقی می‌گذاریم.
- مقاومت معادل از دوسَر A و B را محاسبه می‌کنیم که همان مقاومت نورتون RN است.
- منابع را روشن می‌کنیم یا به حالت قبل برمی‌گردانیم.
- سپس دوسَر A و B را اتصال کوتاه کرده و جریان عبوری از این اتصال کوتاه را محاسبه می‌کنیم که همان جریان نورتون IN است.
- یک منبع جریان مستقل با مقدار IN که محاسبه شد به صورت موازی با مقاومت RN قرار می‌دهیم.
- سپس بار را دوباره به دوسَر A و B شبکه جدید وصل کنید. با استفاده از مدار ساده شده نورتون ولتاژها و جریان‌ها بار بدون تغییر باقی می‌ماند این یعنی مدار معادل نورتون (شامل منبع جریان نورتون موازی با مقاومت نورتون) با مدار ساده نشده (داخل جعبه خط‌چین) معادل هم هستند. می‌توان گفت از دید بار تفاوتی بین شبکه پیچیده اصلی و مدار معادل نیست، بنابراین می‌توان رفتار بار را با استفاده از این مدار معادل ساده مطالعه کرد.

ادوارد لوری نورتون

قضیه نورتون به‌طور مستقل در سال ۱۹۲۶ توسط محقق زیمنس و هالسکه، هانس فردیناند مایر (۱۸۹۵–۱۹۸۰) و مهندس آزمایشگاه بل، ادوارد لاوری نورتون (۱۸۹۸–۱۹۸۳) استخراج شد. 

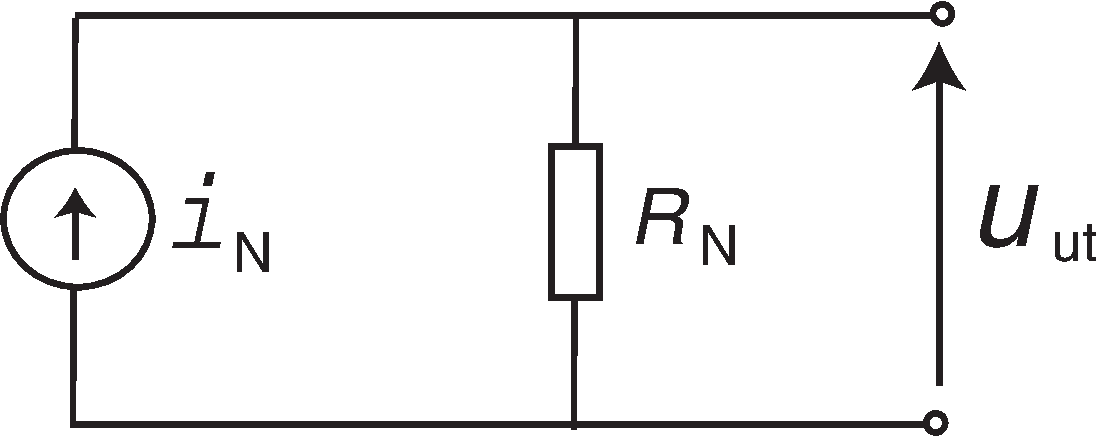
نمایی از طرح‌وساختار قضیه نورتون

## نکاتی دربارهٔ قضیه نورتون
در استفاده از قضیه نورتون به نکات زیر توجه کنید:
- هر شبکه‌ای اگر دارای منبع وابسته باشند باید ولتاژ یا جریان وابسته آن منبع وابسته در همان شبکه باشد.
- شبکه خاموش شده را می‌توان با یک مقاومت معادل RN جایگزین کرد که مقاومت معادل نورتون نامیده می‌شود.
- مقاومت معادل نورتون و منبع جریان IN می‌توانند صفر باشند هر چند معمولاً اینگونه نیست.
- هیچ محدودیتی روی بار وجود ندارد یعنی بار می‌توانند غیرخطی باشند.
- مقاومت معادل تونن و نورتون برابر هستند.

## مثالی از مدار معادل نورتون
1. مدار اصلی
2. محاسبه جریان خروجی معادل
3. محاسبه مقاومت معادل
4. طراحی مدار معادل نورتون

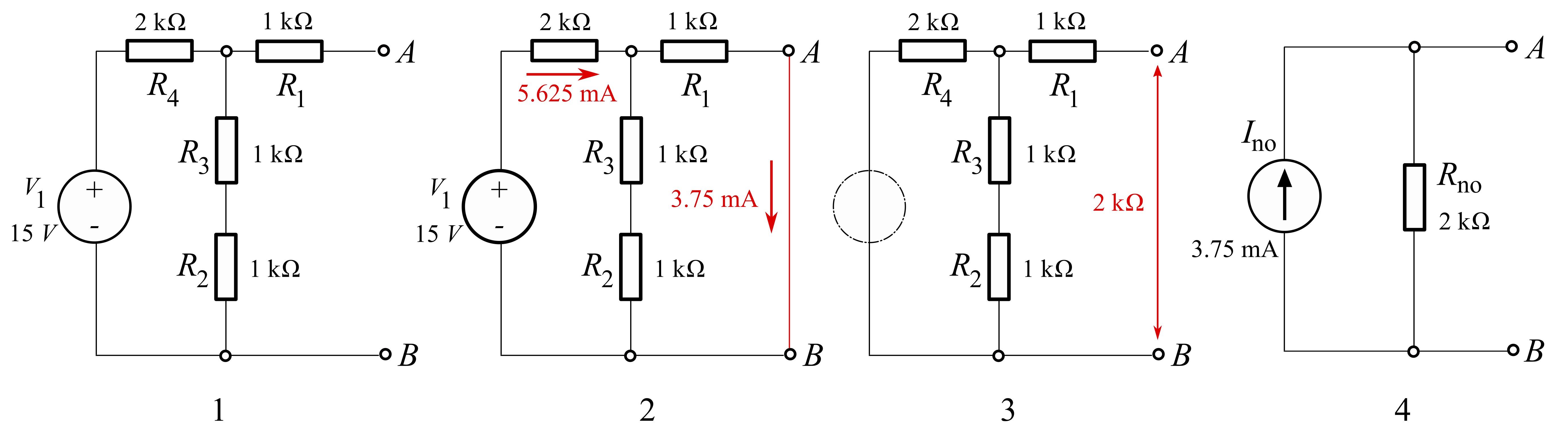

در مثال، جریان کل IN به صورت زیر ارائه می‌شود:
{\displaystyle I_{\mathrm {N} }={15\,\mathrm {V}  \over 2\,\mathrm {k} \Omega +1\,\mathrm {k} \Omega \parallel (1\,\mathrm {k} \Omega +1\,\mathrm {k} \Omega )}=5.625\,\mathrm {mA} .}
جریان عبوری از بار با استفاده از قانون تقسیم جریان:
{\displaystyle {\begin{aligned}I_{\mathrm {N} }&={1\,\mathrm {k} \Omega +1\,\mathrm {k} \Omega  \over 1\,\mathrm {k} \Omega +1\,\mathrm {k} \Omega +1\,\mathrm {k} \Omega }\cdot I_{\mathrm {total} }={\frac {2}{3}}\times \ 5.625\,\mathrm {mA} =3.75\,\mathrm {mA} .\end{aligned}}}
و مقاومت معادل با نگاه کردن به مدار به صورت زیر است:
{\displaystyle R_{\mathrm {N} }=1\,\mathrm {k} \Omega +(2\,\mathrm {k} \Omega \parallel (1\,\mathrm {k} \Omega +1\,\mathrm {k} \Omega ))=2\,\mathrm {k} \Omega .}
بنابراین مدار معادل یک منبع جریان ۳٫۷۵ میلی‌آمپر موازی با یک مقاومت ۲ کیلواُهمی است.

## تبدیل به معادل تونن
یک مدار معادل نورتون با معادلات زیر با معادل تونن مرتبط است: 

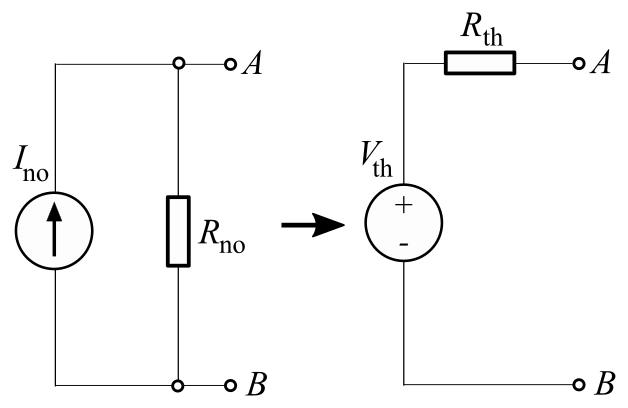
به یک معادل تونن

{\displaystyle {\begin{aligned}&R_{\rm {th}}=R_{\rm {no}}\\[8pt]&V_{\rm {th}}=I_{\rm {no}}R_{\rm {no}}\\[10pt]&{\frac {V_{\rm {th}}}{R_{\rm {th}}}}=I_{\rm {no}}\end{aligned}}}

## نظریه صف‌بندی
معادل مدار غیرفعال «قضیه نورتون» در نظریه صف‌بندی، قضیه چندی هرزوگ وو نامیده می‌شود. در یک دستگاه صف‌بندی وارون‌پذیر، اغلب می‌توان یک زیرمجموعه ناگیرا از صف‌ها را با یک تک صف (FCFS یا PS) با میزان سرویس انتخابی مناسب جایگزین کرد.